# Mikołaj z Metony
Mikołaj z Metony (zm. pom. 1160 a 1166) – teolog i hagiograf bizantyński

## Życiorys
Mikołaj został biskupem Metony na Peloponezie za panowania Manuela I Komnena, około 1150 roku. Był doradcą cesarza w sprawach wiary. Marzył, że cesarz zjednoczy Kościoły Wschodni i Zachodni. Przyczynił się do rozwoju doktryny jedności Kościoła i państwa. Gorąco zwalczał ówczesne herezje, biorąc udział w dysputach teologicznych, zarówno słowem jak i piórem. Stanowi główne źródło do poznania poglądów przeciwników ortodoksji bizantyńskiej tej epoki. Zwalczał bogomiłów, brał udział w dysputach z Łacinnikami na temat Filioque oraz w  sporach chrystologicznych. Jego poglądy w tej kwestii zostały zaaprobowane przez synody w 1157 i 1166 roku. Ostatnia z jego 16 prac została napisana w 1160 roku. Jego śmierć datuje się pomiędzy 1160 a 1166 rokiem.

## Twórczość
W najważniejszym ze swoich traktatów Interpretacji nauk Proklosa (Anáptyksis tes theologikésstojchejoseos Proklu) Mikołaj przeciwstawił się modnemu wśród warstw wykształconych neoplatonizmowi. Argumenty zaczerpnął do tego dzieła od Jana z Damaszku. Interpretacja zachowała się w 13 rękopisach i przekładzie łacińskim z XVI wieku. W Pytaniach i odpowiedziach (Eroteséjs kaj apokrísejs) dał wykład prawowiernej nauki o Wcieleniu, opartej na pracy Teodora z Rajtu. Zwalczał bogomilskiego mnicha Nifona i jego naukę o Eucharystii. W Zwięzłej argumentacji (Élenchoj kephalajodes) zbijał łacińską naukę o pochodzeniu Ducha Świętego. Wyciąg z tego dzieła, dokonany na prośbę przyjaciela, zatytułował Wspomnienia (Apomnemoneúmata). W Obaleniu argumentów (Antírresis) i dwóch innych traktatach polemizował z doktryną Sotericha Panteugena o przyjmowaniu Eucharystii. Był też autorem trzech rozpraw, na popularny w Bizancjum temat Kresu życia ludzkiego (Perí horu zoés).

## Poglądy

### Interpretacja nauk Proklosa
Interpretacja Mikołaja stanowi pierwsze w Bizancjum, od czasów Jana Filopona, dzieło skierowane przeciw doktrynie Proklosa. W odróżnieniu od Teodora Prodroma i Jerzego Tornikesa, Mikołaj nie odrzuca filozofii Proklosa w całości, ale analizuje jego dzieło rozdział po rozdziale. W fascynacji współczesnych sobie Bizantyńczyków Proklosem, którego dzieło jest traktowane jako uosobienie ludzkiej mądrości, widzi zagrożenie dla wiary chrześcijańskiej. Wskazuje na ślady tej filozofii u bogomiłów (Dialog na temat demonów), jak również w chrystologii Sotericha Panteugena. Interpretacja została napisana jako konfrontacja Proklosa z Pseudo-Dionizym Areopagitą, w której Proklos jest przedstawiony jako nieortodoksyjny uczeń Pseudo-Dionizego.
Mikołaj krytykuje nie tylko kosmologię i politeizm Proklosa, ale też jego specyficzną terminologię, tam gdzie uznaje ją za sprzeczną z chrześcijaństwem. Dyskutuje z triadą przebywania (μονή) – trwania zasady w sobie, wychodzenia (πρόοδος) i
powrotu (επιστροφή) wskazując, że można ją rozumieć jedynie w ten sposób, że wszystkie rzeczy przedistnieją w Bogu, wychodzą od niego w akcie stworzenia i na koniec do niego wracają. Akceptując potrójny sposób bytowania, Mikołaj odrzuca wielość stwórców i udzielanie mocy stwórczej komukolwiek poza Bogiem. Tylko Bóg jest źródłem bytu i istnienia, superinteligencją (hypernoun). Wszystkie byty od Niego biorą swe istnienie. Doskonałość Boga nie zależy jednak od ich udziału w Jego bycie. Bóg swoim wolnym aktem stwarza wszystkie inne inteligencje, które Mikołaj rozumie jako pośredników pomiędzy Nim a stworzeniem. Inteligencje nie wiedzą wszystkiego i niczego nie stwarzają. Te przymioty przysługują jedynie Intelektowi (Nous). Mikołaj identyfikuje Proklosowy Pierwszy Intelekt z Bogiem, w którym wszystkie inteligencje mają udział, i któremu są poddane.
Mikołaj zarzuca Proklosowi sprzeczności w jego doktrynie dotyczącej partycypacji bytu. Odrzuca jego pogląd, że przyczyna wszystkiego musi być nieruchoma, gdyż byłaby niedoskonała, jak i ten, wedle którego emanacja bytu musiała się dokonać poza czasem. Mikołaj rozgranicza wyraźnie, wbrew Proklosowi, pomiędzy jestestwami bytującymi w czasie i w wieczności. Sprzeciwia się również poglądowi, że wszystko zawarte jest we wszystkim w odpowiedni sposób, twierdząc, że to co wcześniejsze i duże nie stanie się późniejszym i małym. Uważa, że tylko Intelekt jest niepodzielny, niecielesny, bez wielkości i wielości. Interpretacja Mikołaja stanowi ważne świadectwo zainteresowania Proklosem w średniowieczu. Jej wpływ na potomnych nie został jednak dotąd dostatecznie zbadany.

### Obalenie argumentów
Mikołaj polemizował z diakonem Soterichem Panteugenem, patriarchą-elektem antiocheńskim, który twierdził, że ofiary eucharystycznej nie można składać Trójcy Świętej, powodowałoby to bowiem, że jeden Chrystus jednocześnie dokonuje ludzkiej czynności składania ofiary i boskiej przyjmowania jej, co oznaczałoby nestoriańskie rozdzielenie i personalizację Jego dwóch natur. Odpowiadając Soterichowi, Mikołaj wskazuje, opierając się w swej odpowiedzi na koncepcjach Leoncjusza z Bizancjum i Maksyma Wyznawcy, że to właśnie unia hipostatyczna powoduje, że Bóg składa po ludzku akt ofiarny, jednak z natury pozostaje Bogiem, a więc przyjmuje ofiarę. W dyskusji z Soterichem Mikołaj wskazał też na modlitwę z Cherubikonu, autorstwa Cyryla Aleksandryjskiego: Ty bowiem jesteś Tym, który składa ofiarę i jest ofiarowany, który przyjmuje ją i jest przyjmowany. Przestrzegał też, by dzieła Chrystusa nie redukować do prawniczego rozumienia ofiary, ujmowanej jako wymiana. Bóg niczego od nas nie potrzebuje, Nie idziemy do Niego [by złożyć ofiarę]; to raczej On zstąpił do nas i przyjął naszą naturę, nie jako warunek pogodzenia się, lecz aby spotkać nas otwarcie w ciele. Pogląd Mikołaja został zaaprobowany przez synod z lat 1156-1157.

## Wydania
- (1984) Nicholas of Methone, Refutation of Proklos' Elements of Theology - A Critical Edition with an Introduction ... by Athanasios D,Angelou,  (Νικολάου ἐπισκόπου Μεθώνης Ἀνάπτυξις τῆς Θεολογικῆς Στοιχειώσεως Πρόκλου Πλατωνικοῦ φιλοσόφου), The Academy of Athens, Corpus philosophorum Medii Aevi, seria Philosophi Byzantini, vol. I, Athens, Leiden, E.J.Brill.